# Isla de Paniahue
Isla de Paniahue fue uno de los distritos que integró la subdelegación de Cunaco, en el antiguo departamento de San Fernando, provincia de Colchagua.
El territorio del distrito fue organizado por decreto del presidente José Joaquín Pérez Mascayano el 14 de agosto de 1867.

## Historia
El distrito, que ocupó el número 3.° de la subdelegación Cunaco, fue creado por decreto supremo del 14 de agosto de 1867, que divide el departamento de San Fernando en veinte subdelegaciones y numerosos distritos. El documento determina así sus límites:

Al norte y este, por el estero de Chimbarongo y límite occidental de la hacienda de Cunaco que lo deslindan del primer distrito; al sur, por este mismo deslinde; y al oeste, por el zanjón de Quimahue hasta el fundo de la Capellanía, el que confina hasta el estero de Chimbarongo.

El Decreto con Fuerza de Ley N.° 8.583 del 30 de diciembre de 1927 redistribuye el territorio del departamento de San Fernando, y los distritos se suprimen.

## Administración
La administración del territorio estaba a cargo de un inspector, quien respondía a las órdenes del subdelegado, quien tenía la potestad de nombrarlos o removerlos dando cuenta al gobernador departamental.